# هوهرونين
هوهرونين (بالإنجليزية: Höhronen)‏ هو أحد جبال سلسلة الألب السويسرية وجزء من القمة الأم مورغارتينبيرغ يقع في كانتون زيورخ وكانتون تسوغ, سويسرا. يبلغ ارتفاع الجبل حوالي 1229 متر، بينما يبلغ ارتفاع نتوء الجبل 216 متر.